# Distichona cubensis
Distichona cubensis är en tvåvingeart som beskrevs av Charles Howard Curran 1927. Distichona cubensis ingår i släktet Distichona och familjen parasitflugor.
Artens utbredningsområde är Kuba. Inga underarter finns listade i Catalogue of Life.